# Fulford (Yorkshire du Nord)
Pour les articles homonymes, voir Fulford.
Fulford est un village et une paroisse civile du Yorkshire du Nord, en Angleterre. Il est situé à trois kilomètres au sud de la ville d'York. Administrativement, il relève de l'autorité unitaire de City of York depuis 1996. Au recensement de 2011, il comptait 2 785 habitants.

## Histoire
En 1066, le roi norvégien Harald Hardrada remporte la bataille de Fulford contre les comtes anglais Edwin et Morcar.